# Rörelsen för Frankrike
Mouvement pour la France (MPF) är ett franskt politiskt parti grundat 1994. Partiet är högerkonservativt, och deras högborg är det starkt konservativa och traditionalistiska regionen Vendée. Ordförande är Philippe de Villiers.
Vid Europaparlamentsvalet 2004 fick partiet 6,7 procent av rösterna. I Europaparlamentet ingick partiet i Gruppen Oberoende/Demokrati fram till 2009. Sedan Europaparlamentsvalet 2009 ingår partiet i Gruppen Frihet och demokrati i Europa (EFD).